# Molophilus (Molophilus) brevihamatus
Molophilus (Molophilus) brevihamatus is een tweevleugelige uit de familie steltmuggen (Limoniidae). De soort komt voor in het Palearctisch gebied.